# Kogori
Kogori, également orthographié Kogoli, est un village du département et la commune rurale de Botou, situé dans la province de la Tapoa et la région de l’Est au Burkina Faso.

## Géographie

### Démographie
- En 2006, le village comptait 2 885 habitants recensés[1].

## Santé et éducation
Kogori accueille un centre de santé et de promotion sociale (CSPS).